# La rossa dalla pelle che scotta
La rossa dalla pelle che scotta è un film del 1972, diretto da Renzo Russo con colonna sonora di Sante Maria Romitelli.

## Trama
Ad Istanbul un pittore squattrinato usa come musa e modella una donna di facili costumi di cui, dopo un po', si innamora. La donna ben presto progetta di fuggire con uno dei suoi amanti e il pittore, quindi, la uccide. Chiuso in casa dopo il delitto, finisce con l'usare, come musa ispiratrice dei suoi quadri, una grande bambola lasciatagli in dono da un hippy amico della donna uccisa...